# Rauzahndelfin
Der Rauzahndelfin (Steno bredanensis) ist der einzige Vertreter der Gattung Steno innerhalb der Delfine (Delphinidae). Er ist in allen tropischen Gewässern der Welt verbreitet, die eine ausreichende Tiefe haben.
Der Delfin wurde erstmals von Georges Cuvier im Jahr 1823 beschrieben. Dabei kommt der Name Steno vom griechischen Wort für 'eng' und bezieht sich auf die Schnauzenform der Tiere, die charakteristisch schmal ist. Das Epitheton ist van Breda gewidmet, der die Schriften von Cuvier auswertete. Der Trivialname bezieht sich dagegen auf die schmalen Linien, die sich vertikal an den Zähnen des Delfins befinden.

## Merkmale
Der Rauzahndelfin wird bis zu 2,50 Meter lang und erreicht ein Gewicht von etwa 150 Kilogramm. Die Lippen, die Kehle und der Bauch des Rauzahndelfins sind rosa-weiß gefärbt, die Flanken hell-grau und der Rücken sowie die Finne dunkler grau.
Das charakteristischste Merkmal ist der konisch geformte Kopf mit der sehr schmalen Schnauze. Die Brustflossen (Flipper) liegen deutlich weiter hinten am Körper als bei anderen ähnlichen Delfinen. Auf See besteht die Verwechslungsgefahr vor allem mit dem Schlankdelfin (Stenella attenuata) und dem Ostpazifischen Delfin (Stenella longirostris) sowie dem Großen Tümmler (Tursiops truncatus).

## Verhalten
Wie viele andere Delfine ist diese Art sehr sozial und tritt im Normalfall in Gruppen von 50 bis 100 Tieren auf. Die Rauzahndelfine kennen zwei Arten zu reisen: Entweder schwimmen die einzelnen Tiere in einem losen Verbund mit unterschiedlichen Geschwindigkeiten oder sie schließen sich zu einer Gruppe zusammen und stimmen Richtung und Geschwindigkeit ganz genau aufeinander ab. Anstatt selber ständig Ultraschallrufe für ihr Sonar zu produzieren, lauschen dabei die meisten Tiere beim Schwimmen in einer Gruppe lieber den Rufen eines Artgenossen und orientieren sich daran. Schwimmen die Tiere ungeordnet nebeneinanderher, produzierten immer mehrere Individuen gleichzeitig die typischen Ultraschallrufe. Beim Synchronschwimmen gab dagegen in der Regel nur ein Tier Geräusche von sich.
Bislang wurden keine „Wellenreiter“ bei dieser Art beobachtet, allerdings schwimmt er häufig mit dem Kopf und Hals über Wasser (skimming).

## Verbreitung

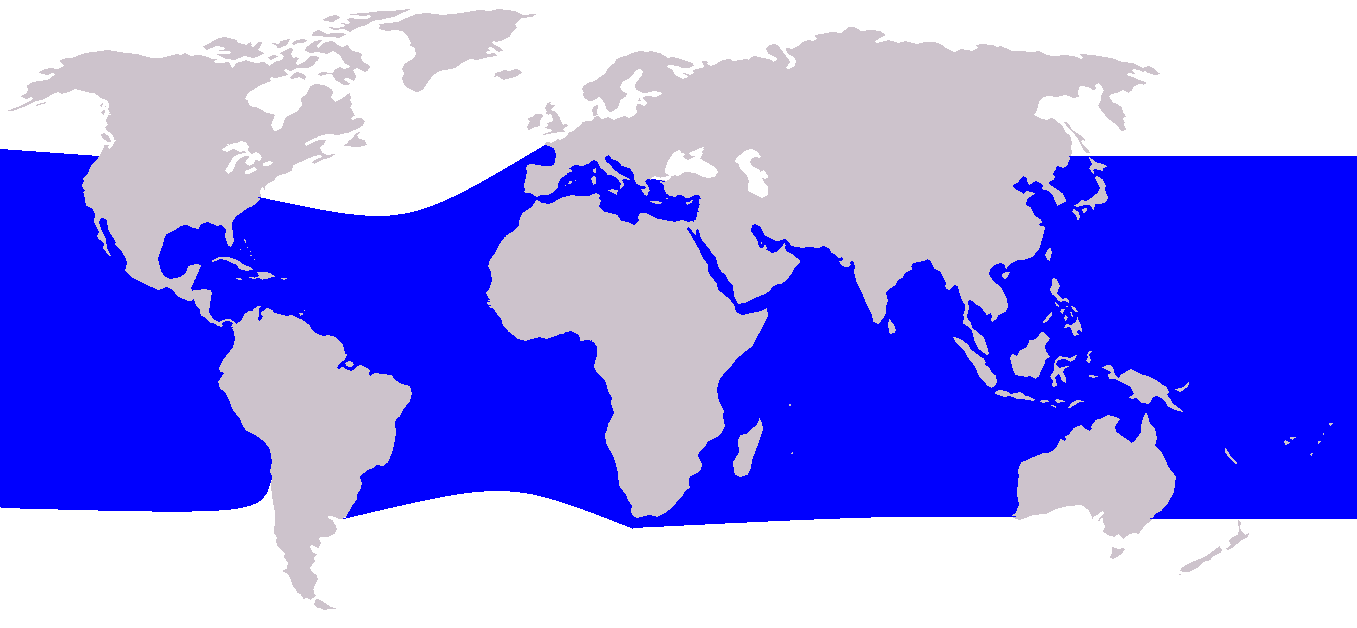
Verbreitung

Die genaue Verbreitung und vor allem die Populationsstruktur des Rauzahndelfins sind bislang unbekannt. Die meisten Forschungsergebnisse stammen aus dem östlichen Pazifik, wo eine Populationsgröße von etwa 150.000 Tieren angenommen wird. Daneben leben die Tiere auch in den warmen Meeren und Ozeanen des Atlantiks inklusive des Mittelmeers, der Karibik und des Indischen Ozeans. Die Sichtungen finden dabei ausschließlich in der Hochsee abseits der Küsten statt.

## Bedrohung
Von einer Bedrohung durch den Menschen wird bei dieser Art nicht ausgegangen. Einige dieser Delfine verhaken sich in Schleppnetzen beim Thunfischfang, sehr wenige wurden aktiv gejagt.

## Referenzierte Quellen
1. ↑  Großer Lauschangriff im Wasser. 21. Dezember 2005, abgerufen am 11. September 2019 (Delfine nutzen die Rufe ihrer Artgenossen zum Navigieren').